# Hank Mobley
Henry "Hank" Mobley, född 7 juli 1930 i Eastman, Georgia, död 30 maj 1986 i Philadelphia, Pennsylvania, var en amerikansk tenorsaxofonist och kompositör inom musikgenren jazz. Han var en betydande musiker inom jazzinriktningen hardbop och släppte ett antal skivor på skivbolaget Blue Note.

## Biografi
Henry "Hank" Mobley föddes den 7 juli 1930 i Eastman, en mindre stad i den centrala delen av den amerikanska delstaten Georgia. Större delen av uppväxten tillbringade han dock i staden Elizabeth i norra delen av delstaten New Jersey, inte långt från New York. Som barn lärde han sig att spela piano, men vid 16 års ålder bytte han instrument till saxofon. Han lät sin spelstil inspireras av 1940-talets framstående jazzsaxofonister, såsom Lester Young, Charlie Parker och Dexter Gordon.
Redan i sena tonåren började Hank Mobley spela professionellt i lokala band. I början av 1950-talet kom han att spela in album tillsammans med musiker såsom Max Roach (The Max Roach Quartet featuring Hank Mobley, inspelat 1953) och Dizzy Gillespie (Afro och Dizzy and Strings, båda inspelade 1954). Under denna period spelade han även med musiker såsom Milt Jackson, Tadd Dameron och J.J. Johnson.
Hank Mobley deltog snart därefter i en av de tidigaste sessionerna inom den  jazzinriktning som senare kom att kallas hardbop. Det var under vintern 1954/55 som han spelade i en kvintett som, utöver Mobley på saxofon, inkluderade musikerna Art Blakey (trummor), Kenny Dorham (trumpet), Horace Silver (piano) och Doug Watkins (bas). Dessa sessioner spelades in och släpptes år 1956 som studioalbumet Horace Silver and the Jazz Messengers av skivbolaget Blue Note Records. Denna kvintett kom att spela tillsammans under en tid och spelade in flera album under Silvers ledning (At the Cafe Bohemia, volym 1 och 2, inspelade 1955, och The Jazz Messengers, inspelat 1956). Horace Silver och Art Blakey gick skilda vägar år 1956 och kom att agera som bandledare på varsitt håll; Hank Mobley fortsatte under en tid efter detta att spela under ledning av Horace Silver, men kom även att åter spela in musik tillsammans med Art Blakey år 1959 (livealbumet At the Jazz Corner of the World).
År 1955 började Mobley framträda som bandledare och släppte albumet Hank Mobley Quartet på Blue Note Records. Detta var början på en mycket produktiv period för Mobley; under en period av 16 månader i slutet av 1950-talet spelade han som bandledare in åtta album för Blue Note.
Under 1960-talet var Hank Mobley främst aktiv som bandledare och spelade in över 20 album för Blue Note Records mellan åren 1955 och 1970, inklusive albumen Soul Station från 1960 (som anses vara hans främsta album) och Roll Call (1960). Mobley spelade tillsammans med många av de andra tongivande musikerna inom hardbop och hade ett särskilt produktivt samarbete med trumpetaren Lee Morgan. Under slutet av 1960-talet turnerade Mobley i Europa och kom att tillbringa två år där; bland annat spelade han in albumet The Flip i Paris 1969.
Ett tilltagande drogproblem som ledde till att Mobley arresterades år 1958 gjorde att hans musikkarriär här tog paus under ett års tid. Även år 1964 ställde drogproblemen till det för Mobley och hans karriär tog återigen ett uppehåll.
Problem med hälsan fick Hank Mobley att dra sig tillbaka från musikkarriären år 1975. Han bosatte sig i Philadelphia och vågade inte längre spela sitt instrument av rädsla för att skada lungorna.
Hank Mobley avled av lunginflammation vid 55 års ålder den 30 maj 1986.

## Diskografi i urval
- 1955 – Hank Mobley Quartet (Blue Note)
- 1957 – Mobley's Message (Prestige)
- 1957 – Hank Mobley and His All Stars (Blue Note)
- 1957 – Hank Mobley Quintet (Blue Note)
- 1959 – Peckin' Time (Blue Note)
- 1960 – Soul Station (Blue Note)
- 1961 – Roll Call (Blue Note)
- 1962 – Workout (Blue Note)
- 1964 – No Room for Squares (Blue Note)
- 1965 – The Turnaround! (Blue Note)
- 1966 – Dippin' (Blue Note)
- 1967 – A Caddy for Daddy (Blue Note)
- 1968 – Hi Voltage (Blue Note)
- 1968 – Reach Out! (Blue Note)
- 1970 – The Flip (Blue Note)
- 1972 – Breakthrough! (som "The Cedar Walton/Hank Mobley Quintet", Blue Note)